# Neodexiopsis calopyga
Neodexiopsis calopyga är en tvåvingeart som först beskrevs av Friedrich Hermann Loew 1872.  Neodexiopsis calopyga ingår i släktet Neodexiopsis och familjen husflugor. Inga underarter finns listade i Catalogue of Life.